# GM대우 젠트라
GM대우 젠트라(GM Daewoo Gentra)는 GM대우의 소형 승용차이다. GM대우 칼로스의 페이스 리프트 차종이며, 이름은 '온화한'을 뜻하는 영단어 'Gentle'에서 따왔다.

## 1세대(T250/T255)

### 젠트라(2005년9월~2011년5월)

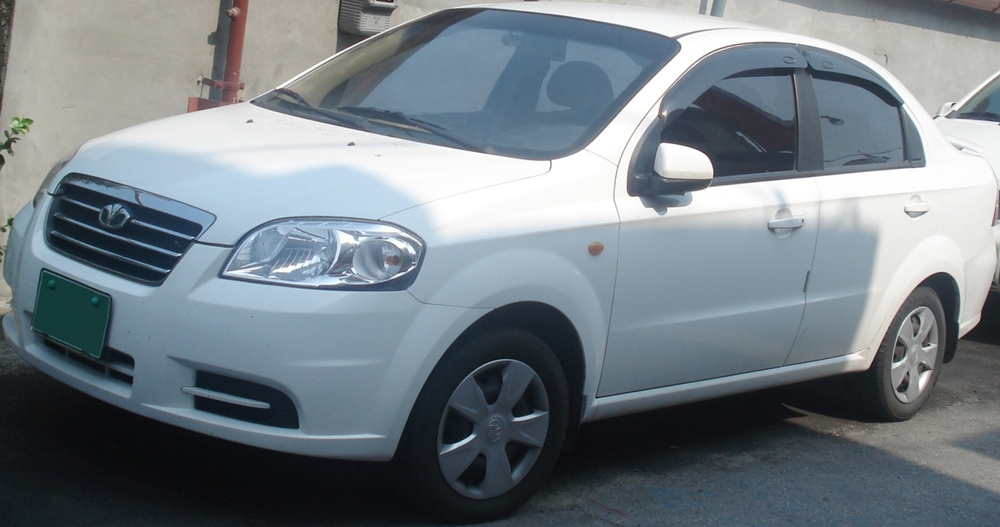
GM대우 젠트라 정측면

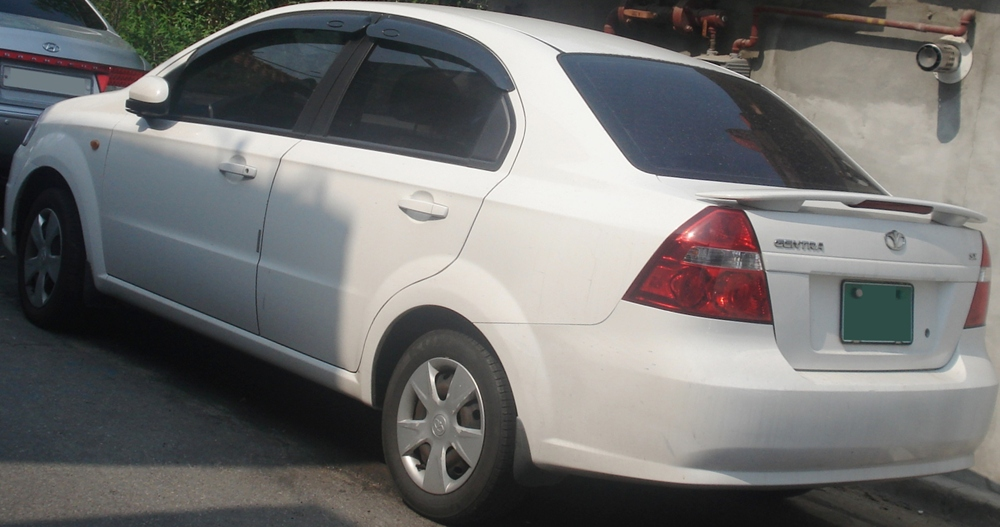
GM대우 젠트라 후측면

2005년 9월 21일에 칼로스 4도어를 기반으로, 마이너 체인지를 거친 후속 차종인 젠트라가 출시되었다. 생산지는 인천광역시 부평구 청천동에 위치한 한국GM 부평공장이었다. 개발은 GM대우의 주도로 진행되었으나, 중국 시장 공략을 위해 중국 상하이에 위치한 GM-PATAC도 개발에 참여하였다. 출시 당시 다니엘 헤니가 광고 모델로 등장해 화제를 낳기도 했다. 그리고 2006년에는 1.6L DOHC 엔진도 추가되어 선택의 폭을 넓혔다. 2011년 5월에 쉐보레 아베오의 세단 모델이 출시되어 단종되었다. 우즈베키스탄 시장의 경우, 젠트라 X의 전면부를 적용하고 '라본 넥시아'라는 명칭으로 현재도 판매되고 있다.
- 전장 (mm) : 4,310
- 전폭 (mm) : 1,710
- 전고 (mm) : 1,505
- 축거 (mm) : 2,480
- 윤거 (전, mm) : 1,450
- 윤거 (후, mm) : 1,410
- 승차정원 : 5명
- 변속기 : 수동 5단/자동 4단
- 서스펜션(전/후) : 맥퍼슨 스트럿/토션 빔
- 구동형식 : 전륜 구동

| 구분               | 1.2 DOHC               | 1.5 SOHC               | 1.6 DOHC               |
| ------------------ | ---------------------- | ---------------------- | ---------------------- |
| 엔진 형식          | B12D1                  | F15S3                  | F16D4                  |
| 연료               | 가솔린                 | 가솔린                 | 가솔린                 |
| 배기량(cc)         | 1,206                  | 1,498                  | 1,598                  |
| 최고출력(ps/rpm)   | 85/6,200               | 86/5,400               | 110/6,200              |
| 최대토크(kg*m/rpm) | 11.5/4,400             | 13.4/3,000             | 15.1/4,200             |
| 연비(km/l)         | 17.5(수동)/ 15.4(자동) | 15.2(수동)/ 13.3(자동) | 16.0(수동)/ 13.9(자동) |

### 젠트라 X(2007년10월~2011년2월)

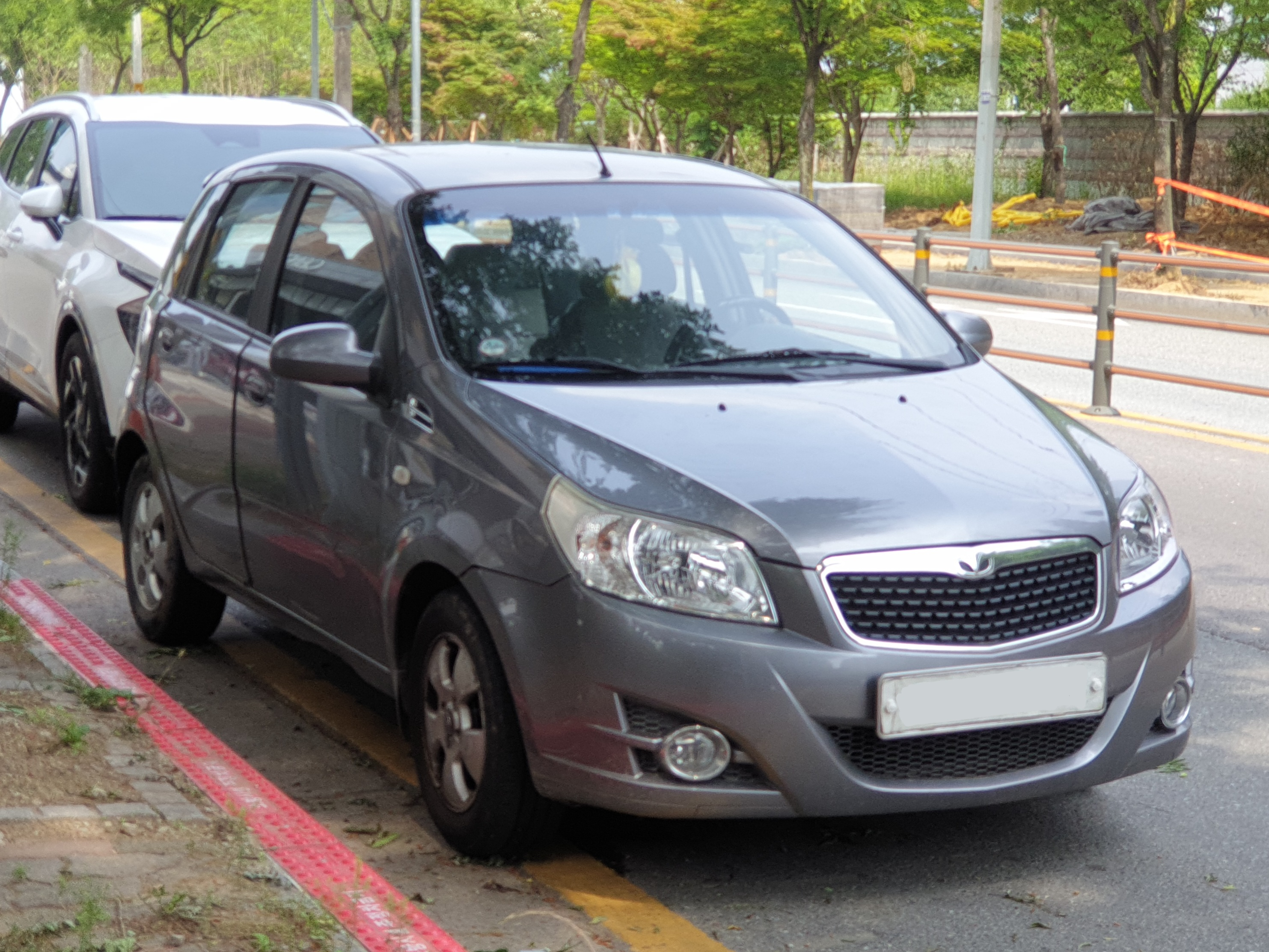
GM대우 젠트라 X 정측면

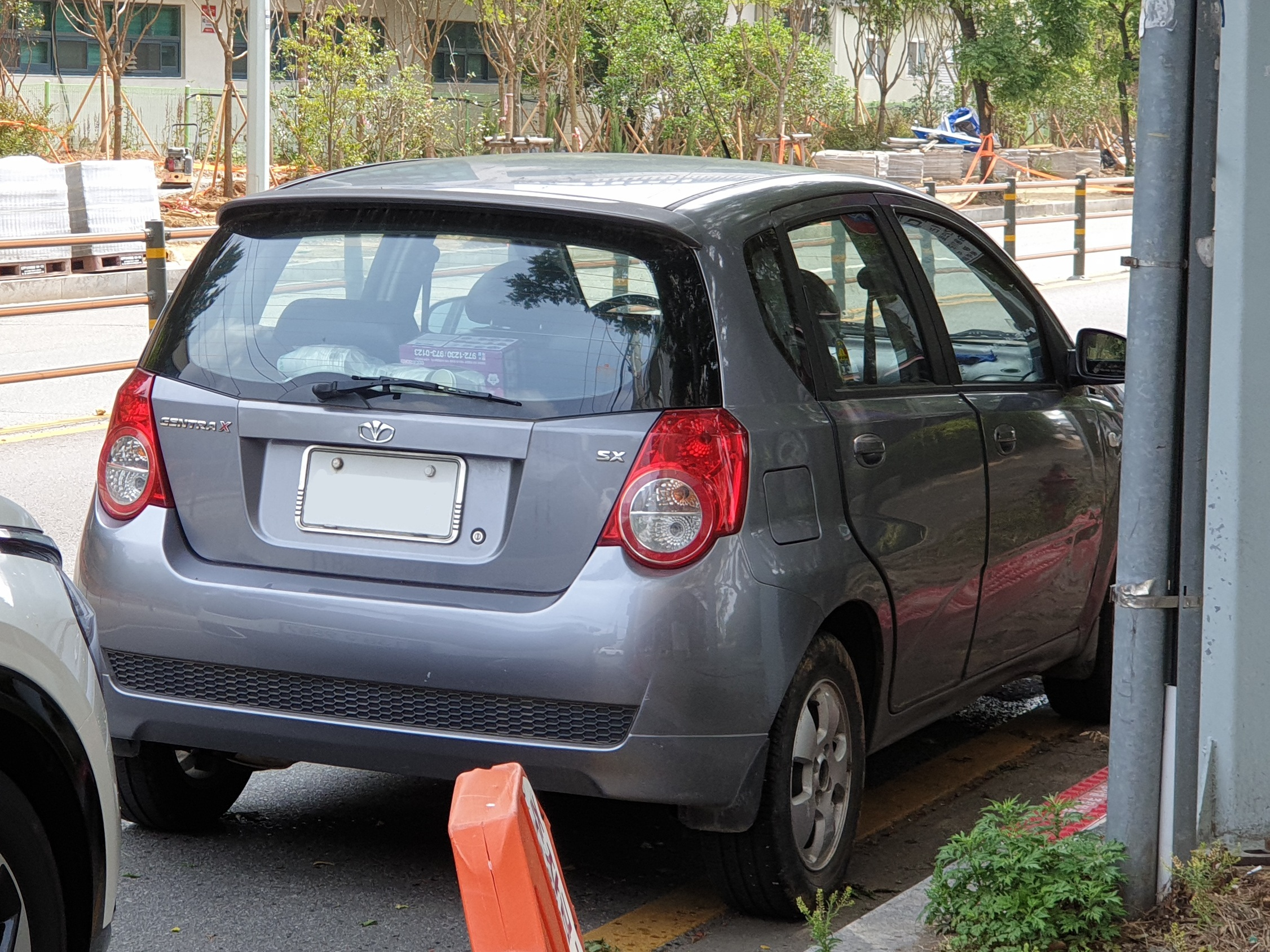
GM대우 젠트라 X 후측면

2007년 10월 15일에 칼로스 5도어의 페이스 리프트 차종이 젠트라 X라는 차명으로 출시되었다. 이와 함께 1,200cc DOHC 엔진이 추가되었다. 2008년 2월 19일에는 5도어만 있던 젠트라 X에 3도어도 선보였다. 2011년 2월 쉐보레 아베오가 출시되면서 단종되었다.
- 전장 (mm) : 3,940
- 전폭 (mm) : 1,680
- 전고 (mm) : 1,505
- 축거 (mm) : 2,480
- 윤거 (전, mm) : 1,450
- 윤거 (후, mm) : 1,410
- 승차정원 : 5명
- 변속기 : 수동 5단/자동 4단
- 서스펜션(전/후) : 맥퍼슨 스트럿/토션 빔
- 구동형식 : 전륜 구동

| 구분               | 1.2 DOHC               | 1.5 SOHC               | 1.6 DOHC               |
| ------------------ | ---------------------- | ---------------------- | ---------------------- |
| 엔진 형식          | B12D1                  | F15S3                  | F16D4                  |
| 연료               | 가솔린                 | 가솔린                 | 가솔린                 |
| 배기량(cc)         | 1,206                  | 1,498                  | 1,598                  |
| 최고출력(ps/rpm)   | 85/6,200               | 86/5,400               | 110/6,200              |
| 최대토크(kg*m/rpm) | 11.5/4,400             | 13.4/3,000             | 15.1/4,200             |
| 연비(km/l)         | 17.5(수동)/ 15.4(자동) | 15.2(수동)/ 13.3(자동) | 16.0(수동)/ 13.9(자동) |

## 역대 슬로건

### 1세대(T250/T255)
- Are you gentle? (젠트라)
- 매너를 아는 사람, 당신은 젠트라입니다 (젠트라)
- HOMME EXTREME (젠트라 X)
- 나는 오늘 좀 달려야겠다 (젠트라 X)